# Spectrobasis plumosa
Spectrobasis plumosa là một loài bướm đêm trong họ Geometridae.